# ザ・サバーバンズ
『ザ・サバーバンズ』（原題: The Suburbans）は1999年のアメリカ映画。
1999年のサンダンス映画祭で上映された。日本ではビデオスルーとなった。

## ストーリー
ザ・サバーバンズは1980年代にデビュー曲だけの一発屋に終わってすぐに消えた4人組バンドである。その18年後、4人は別々の道を歩んでいたのだが、あるとき再開した一同が結婚式で演奏を披露したところ、偶然居合わせたレコード会社のケイトからアルバム制作の話を持ちかけられる。

## キャスト
- ケイト: ジェニファー・ラブ・ヒューイット
- ミッチ: クレイグ・ビアーコ
- ジェイ: ベン・スティラー
- ダニー: ドナル・ラードナー・ワード
- グレース: エイミー・ブレネマン
- ギル: ウィル・フェレル
- トニー・グマ
- ロバート・ロッジア
- ジェリー・スティラー
- ブリジット・ウィルソン
- アントニオ・ファーガス
- ペリー・リーヴス
- エミリー・クロダ